# やすぎ農業協同組合
やすぎ農業協同組合（やすぎのうぎょうきょうどうくみあい、通称JAやすぎ）は、島根県安来市に本所を置いていた農業協同組合。

## 概要
安来市の指定金融機関であった。
ATMでは、JAバンクのカードは稼働時間内の終日において、また三菱東京UFJ銀行（現・三菱UFJ銀行）のカードは平日のみにおいて、それぞれ自行扱いとなっていた。金融機関コードは7687。支所は7箇所。
2015年3月1日をもって島根県の他の農業協同組合と合併し、島根県農業協同組合となり、現在はJAしまねやすぎ地区本部となっている。

## 本店所在地
- 島根県安来市飯島町1205-1